# 텍사스 독립기념일

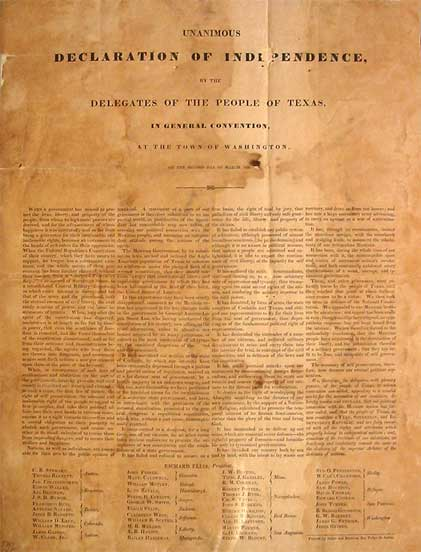
텍사스 독립 선언서

텍사스 독립기념일(Texas Independence Day)은 멕시코로부터 1836년 텍사스 독립 선언과 샘 휴스턴의 생일을 축하하는 미국 텍사스주의 기념일로 매년 3월 2일이다.

## 같이 보기
- 텍사스 독립 선언
- 텍사스 혁명(텍사스 독립 전쟁)